# Теорія Фредгольма
Теорія Фредгольма — розділ теорії інтегральних рівнянь; у вузькому сенсі — вивчає інтегральні рівняння Фредгольма, у широкому — абстрактна структура теорії дається в термінах спектральної теорії фредгольмових операторів і фредгольмових ядер у гільбертовому просторі.
Названо на честь основного розробника — шведського математика Еріка Івара Фредгольма.

## Однорідні рівняння
Більша частина теорії Фредгольма стосується знаходження розв'язків інтегрального рівняння:
{\displaystyle g(x)=\int _{a}^{b}K(x,y)f(y)\,dy}.
Це рівняння природно виникає у багатьох задачах фізики та математики, як обернення диференціального рівняння. Тобто ставиться задача розв'язати диференціальне рівняння:
{\displaystyle Lg(x)=f(x)},
де функція {\displaystyle f} — задана, а {\displaystyle g} — невідома. Тут {\displaystyle L} — лінійний диференціальний оператор. Наприклад, можна взяти за {\displaystyle L} еліптичний оператор:
{\displaystyle L={\frac {d^{2}}{dx^{2}}}},
у такому разі розв'язуване рівняння стає рівнянням Пуассона. Загальний метод розв'язання таких рівнянь полягає в тому, щоб у вигляді функцій Гріна, тобто, не діючи безпосередньо, спробувати розв'язати рівняння:
{\displaystyle LK(x,y)=\delta (x-y)},
де {\displaystyle \delta (x)} — дельта-функція Дірака. Далі:
{\displaystyle g(x)=\int K(x,y)f(y)\,dy}.
Цей інтеграл написаний у формі інтегрального рівняння Фредгольма. Функція {\displaystyle K(x,y)} відома як функція Гріна, або ядро інтеграла.
У загальній теорії, {\displaystyle x} і {\displaystyle y} можуть належати будь-якому многовиду; у найпростіших випадках — дійсній прямій або {\displaystyle m}-вимірному евклідовому простору. Загальна теорія також часто вимагає, щоб функції належали до заданого функціонального простору: часто, простору квадратично інтегровних функцій або простору Соболєва.
Фактично використовуваний функціональний простір часто визначається в розв'язанні задачі на власні значення диференціального оператора; тобто за розв'язками:
{\displaystyle L\psi _{n}(x)=\omega _{n}\psi _{n}(x)} ,
де {\displaystyle \omega _{n}} — власні значення, а {\displaystyle \psi _{n}(x)} — власні вектори. Множина власних векторів утворює банахів простір, а там, де існує природний скалярний добуток, то й гільбертів простір, у якому має місце теорема Ріса. Прикладами таких просторів є ортогональні многочлени, які зустрічаються у вигляді розв'язків класу звичайних диференціальних рівнянь другого порядку.
Якщо задати гільбертів простір, то ядро можна записати у формі:
{\displaystyle K(x,y)=\sum _{n}{\frac {\psi _{n}^{*}(x)\psi _{n}(y)}{\omega _{n}}}},
де {\displaystyle \psi _{n}^{*}} — двоїстий до {\displaystyle \psi _{n}}. У такій формі об'єкт {\displaystyle K(x,y)} часто називають оператором Фредгольма або ядром Фредгольма. Те, що це те саме ядро, випливає з повноти базису гільбертового простору, а саме:
{\displaystyle \delta (x-y)=\sum _{n}\psi _{n}^{*}(x)\psi _{n}(y)}.
Оскільки {\displaystyle \omega _{n}} зазвичай зростає, то власні значення оператора {\displaystyle K(x,y)} спадають до нуля.

## Неоднорідні рівняння
Неоднорідне інтегральне рівняння Фредгольма:
{\displaystyle f(x)=-\omega \phi (x)+\int K(x,y)\phi (y)\,dy}
можна написати формально як:
{\displaystyle f=(K-\omega )\phi }.
Тоді формальний розв'язок:
{\displaystyle \phi ={\frac {1}{K-\omega }}f}.
Розв'язок у цій формі відомий як резольвентний формалізм, де резольвенту визначено як оператор
{\displaystyle R(\omega )={\frac {1}{K-\omega I}}}.
Заданого набору власних векторів та власних значень {\displaystyle K} можна зіставити резольвенту конкретного вигляду:
{\displaystyle R(\omega ;x,y)=\sum _{n}{\frac {\psi _{n}^{*}(y)\psi _{n}(x)}{\omega _{n}-\omega }}}
з розв'язком:
{\displaystyle \phi (x)=\int R(\omega ;x,y)f(y)\,dy}.
Необхідна і достатня умова існування такого розв'язку — одна з теорем Фредгольма. Резольвента зазвичай розкладається в ряд за степенями {\displaystyle \lambda =1/\omega }, у такому разі вона відома як ряд Ліувілля — Неймана. Тоді інтегральне рівняння записується як:
{\displaystyle g(x)=\phi (x)-\lambda \int K(x,y)\phi (y)\,dy}
Резольвента записується в альтернативній формі:
{\displaystyle R(\lambda )={\frac {1}{I-\lambda K}}}.

## Визначник Фредгольма
Визначник Фредгольма зазвичай визначають як:
{\displaystyle \det(I-\lambda K)=\exp \left[-\sum _{n}{\frac {\lambda ^{n}}{n}}\operatorname {Tr} \,K^{n}\right]},
де {\displaystyle \operatorname {Tr} \,K=\int K(x,x)\,dx}, {\displaystyle \operatorname {Tr} \,K^{2}=\iint K(x,y)K(y,x)\,dx\,dy} і так далі. Відповідна дзета-функція:
{\displaystyle \zeta (s)={\frac {1}{\det(I-sK)}}.}
Дзета-функцію можна розглядати як визначник резольвенти. Дзета-функція відіграє важливу роль у вивченні динамічних систем; це той самий загальний тип дзета-функції, як і дзета-функція Рімана, проте в разі теорії Фредгольма відповідне ядро невідоме. Існування цього ядра відоме як гіпотеза Гільберта — Пої.

## Основні результати
Класичні результати цієї теорії — це теореми Фредгольма, одна з яких — альтернатива Фредгольма.
Одним із важливих результатів загальної теорії є те, що вказане ядро — це компактний оператор, де простір функцій — це простір рівностепенево неперервних функцій.
Визначним спорідненим результатом є теорема про індекс, що стосується індексу еліптичних операторів на компактних многовидах.

## Історія
Стаття Фредгольма 1903 року в Acta Mathematica — одна з найважливіших віх у створенні теорії операторів. Давид Гільберт розвинув поняття гільбертового простору, зокрема у зв'язку з дослідженням інтегральних рівнянь Фредгольма.